# Киселевское водохранилище
Киселевское — водохранилище в Свердловской области на реке Какве, в 33 км выше устья, рядом с городом Серовом.

## Морфометрия
Высота плотины 16 метров, длина 118 метров. Площадь зеркала водохранилища — 4,5 км², объём 32 млн м³ (данные при нормальном подпорном уровне (НПУ), равном 116 метров над уровнем моря). Максимальная глубина — 17 метров, длина 3,5 км, ширина 1,7 км.

## История
Гидроузел был построен в 1977 году.
Основное предназначение сооружения — хранилище воды для бесперебойной работы промышленных предприятий города Серова, в частности, Серовского металлургического завода: в зимний период существует вероятность полного перемерзания реки Каквы.
В июне 1993 года произошёл первый прорыв дамбы, в 1994 — повторный прорыв.
С 2004 года проводятся работы по восстановлению гидроузла, в этих работах принимал участие Металлургический завод им. А. К. Серова: инвестиции этого предприятия составляют около 20 % проекта по состоянию на 2006 год. В тот год водохранилище было заполнено 9 миллионами кубометров воды.
При плотине водохранилища построена малая Киселёвская ГЭС.